# Bathycardita raouli
Bathycardita raouli is een tweekleppigensoort uit de familie van de Carditidae. De wetenschappelijke naam van de soort is voor het eerst geldig gepubliceerd in 1872 door Angas.